# Rosenkranz

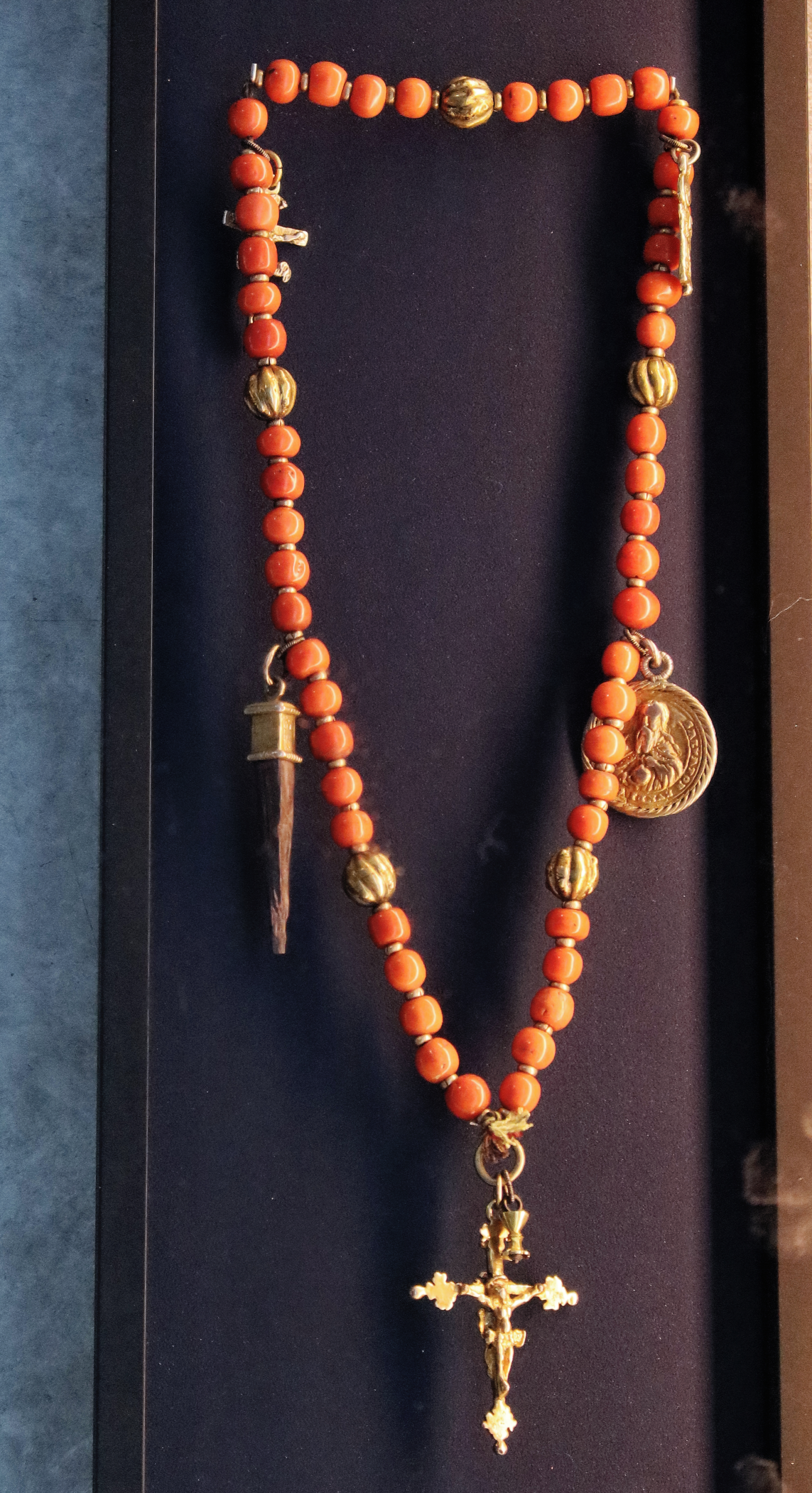
Historischer Rosenkranz

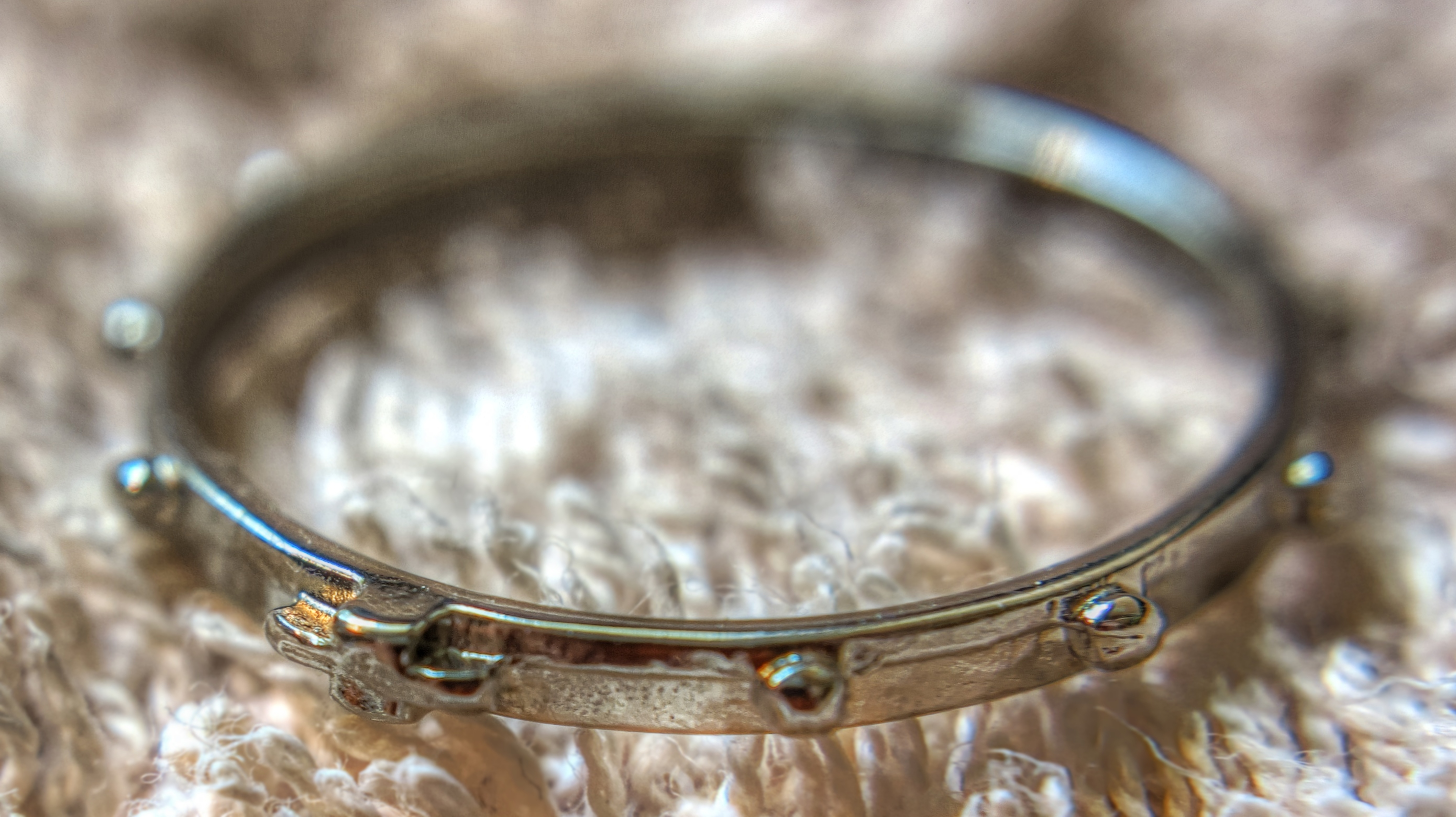
Rosenkranzring

Ein Rosenkranz, lateinisch Rosarium (von lateinisch rosarium ‚Rosenhecke, Rosengarten, Rosenkranz‘), veraltet auch Paternosterschnur, ist eine Zähl- oder Gebetskette, die für das Rosenkranzgebet verwendet wird. Er kann aber auch die Bezeichnung für das Rosenkranzgebet selbst sein. In seiner häufigsten Form werden eine regelmäßige Abfolge aus einem Vaterunser und je zehn Ave Maria mit der Betrachtung des Lebens, Sterbens und der Auferstehung Jesu Christi verbunden. Jedes dieser Rosenkranzgesätze schließt mit der Doxologie Ehre sei dem Vater ab. Der Rosenkranz kann heute als die am weitesten verbreitete katholische Andachtsform angesehen werden.

## Begriffsherkunft
Das Wort Rosenkranz stammt vom lateinischen Wort Rosarium, das mit ‚Rosengarten‘ übersetzt wird. Rosengewächse symbolisieren in der christlichen Ikonographie vor allem Maria, die Mutter Jesu. Das Motiv der Madonna im Rosenhag als Beispiel für einen Hortus conclusus steht für die Jungfräulichkeit Mariens. Auch ein Kranz aus Rosen auf dem Kopf ist ein Symbol der Jungfräulichkeit. In der Lauretanischen Litanei wird Maria als Rosa mystica („geheimnisvolle Rose“) angerufen.
Der kirchenlateinische Begriff Rosarium wurde später auf die Gebetskette übertragen und erscheint unter seiner deutschen Bezeichnung Rosenkranz erstmals im 15. Jahrhundert, wobei der genaue Zusammenhang bis heute nicht eindeutig geklärt werden konnte. Es wird angenommen, dass die Kette ursprünglich aus Rosenblüten bestand, die auf einer Schnur aneinandergereiht waren.

## Theologischer Gehalt
Als „marianische Leben-Jesu-Meditation“ verbindet der Rosenkranz Marienverehrung und Christusfrömmigkeit, die Jesus Christus in seiner Entäußerung und seinem Leiden betrachtet. Der thematische Bogen der christologischen Meditationspunkte reicht von der Verkündigung des Herrn über Geburt, Wirken, Leiden und Sterben Jesu Christi bis zu seiner Auferstehung und der Herabsendung des Heiligen Geistes an Pfingsten.

Alles, was für das Heil der Welt und somit auch für unser persönliches Heil wichtig ist, ist in den Rosenkranzgeheimnissen enthalten. Der Rosenkranz ist eine Kurzfassung des Evangeliums, eine Zusammenfassung der Bibel. (…) Wenn wir den Rosenkranz beten, betrachten wir das Antlitz Christi. (…) Was ist also die Mystik des Rosenkranzes? Dass uns der Rosenkranz an der Seite Mariens ganz in die Nähe Christi führt.

## Struktur und Gebetsweise

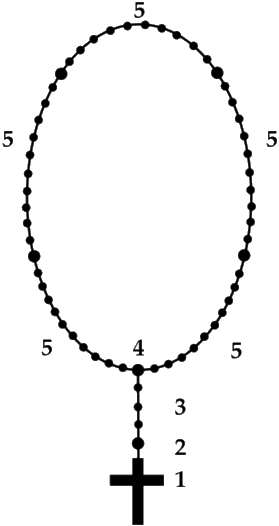
Gebetsweise des katholischen Rosenkranzes:
(1) Kreuzzeichen,
Glaubensbekenntnis
(2) Vater Unser
(3) drei Ave Maria, Ehre sei dem Vater
(4) Vater Unser
(5) fünf Gesätze mit je einem Vaterunser, zehn Ave Maria und einem Ehre sei dem Vater

Der Rosenkranz hat als Zählhilfe 59 Perlen oder Knoten, die auf einer Schnur aufgereiht oder mittels Kettengliedern verbunden sind. Die Eröffnung des Rosenkranzgebetes wird an einer am Kranz befestigten Kette mit einem Kreuz und drei kleinen Perlen gebetet, die von zwei großen Perlen gerahmt sind. Darauf folgen auf dem Kranz fünfmal zehn kleinere Kugeln (für die Ave Maria) und eine davon abgesetzte große (für das Vaterunser und Ehre sei dem Vater). Ein Vaterunser, zehn Ave Maria und ein Ehre sei dem Vater bilden ein Gesätz.

### Verkleinerte Rosenkranzformen

Fingerrosenkranz

Verkleinerte Formen des Rosenkranzes sind der sogenannte Fingerrosenkranz (zuweilen auch als „Pfadfinderrosenkranz“ bezeichnet), der Rosenkranzring oder das Rosenkranzarmband. Diese auch Soldatenrosenkranz genannte Form entstand im Mittelalter im Zuge der Kreuzzüge. An einem solchen Rosenkranz wird ein Gesätz abgezählt; fünfmal gebetet ergibt er einen großen Rosenkranz. Es gibt auch Versionen, bei denen die Anzahl der Perlen auf nur fünf verkürzt ist. Dabei wird an jeder Perle ein Ave Maria gebetet, wobei jeweils ein anderes Geheimnis angefügt wird. Der Ring besteht aus einem Ring mit zehn Erhebungen beziehungsweise zehn kleinen Perlen und einem Kreuz.

### Gebetsweise
Siehe auch: Anleitung zum Rosenkranzgebet – Anleitung zum lateinischen Rosenkranzgebet
Gebetet wird der Rosenkranz wie folgt:
- Kreuzzeichen, „Im Namen des Vaters und des Sohnes und des Heiligen Geistes. Amen.“ (Mt 28,19 EU)
- Apostolisches Glaubensbekenntnis, dabei wird das Kreuz in der Hand gehalten
- Ehre sei dem Vater und Vaterunser an der ersten großen Perle
- drei Ave Maria mit eingefügten Bitten um christliche Tugenden an den folgenden drei kleinen Perlen[8]:

| deutsch                                | lateinisch                              |
| -------------------------------------- | --------------------------------------- |
| Jesus, der in uns den Glauben vermehre | Iesus, qui adaugeat nobis fidem         |
| Jesus, der in uns die Hoffnung stärke  | Iesus, qui corroboret nobis spem        |
| Jesus, der in uns die Liebe entzünde   | Iesus, qui perficiat in nobis caritatem |
- Doxologie und anschließend
- fünfzig Ave Maria, in Zehnergruppen (Gesätze) gegliedert. In jeder Zehnergruppe wird jeweils nach dem Wort „Jesus“ ein sogenanntes Rosenkranzgeheimnis eingefügt, ein Glaubenssatz, der das Leben und Sterben Jesu und seiner Mutter Maria betrifft.

Jedes Gesätz wird eingeleitet mit dem Vater unser (an der großen Perle) und abgeschlossen mit dem Ehre sei dem Vater (vor der nächsten großen Perle). Manchmal wird nach dem Ehre sei dem Vater noch das Fatima-Gebet eingefügt, das jedoch nicht Bestandteil des Rosenkranzes ist. Im Kompendium des Katechismus der katholischen Kirche ist ein Schlussgebet formuliert:
℣: „Bitte für uns, heilige Gottesmutter.“
℟: „Auf dass wir würdig werden der Verheißungen Christi.“
℣: „Lasset uns beten. Gott, dein eingeborener Sohn hat uns durch sein Leben, seinen Tod und seine Auferstehung die Schätze des ewigen Heiles erworben. Wir verehren diese Geheimnisse im heiligen Rosenkranz der seligen Jungfrau Maria. Lass uns nachahmen, was sie enthalten, und erlangen, was sie verheißen. Darum bitten wir durch Christus, unsern Herrn.“
℟: „Amen.“
In Gemeinschaft kann das Rosenkranzgebet eingebettet sein in eine Rosenkranzandacht in einer Kirche oder Kapelle. Dabei wird das Gebet des ganzen Rosenkranzes oder einzelner Gesätze von passenden Liedern, marianischen Gebeten und meditativen Impulsen umrahmt. Den Abschluss des Rosenkranzes bildet oft eine marianische Antiphon, mancherorts die Lauretanische Litanei, im Rosenkranz für die Verschiedenen meist die Litanei für die Verstorbenen.

### Rosenkranzgeheimnisse
Derzeit gibt es – in Fünfergruppen aufgeteilt – zwanzig Geheimnisse, die beim Rosenkranzgebet betrachtet werden. Der Begriff und die inzwischen traditionellen fünfzehn Geheimnisse gehen zurück auf Louis-Marie Grignion de Montfort (1673–1716). Den fünfzehn Geheimnissen hat Papst Johannes Paul II. im Oktober 2002 anlässlich des 24. Jahrestages seiner Wahl zum Papst mit dem Apostolischen Schreiben Rosarium Virginis Mariae eine vierte Fünfergruppe von Rosenkranzgeheimnissen, die lichtreichen Geheimnisse, hinzugefügt.
Die Geheimnisse werden traditionell als Schlusswendung (Clausula) in Form eines Relativsatzes an den ersten Teil des Ave Maria angefügt, z. B.: „…gebenedeit ist die Frucht deines Leibes, Jesus – der von den Toten auferstanden ist“.

#### Freudenreiche Geheimnisse(gaudii mysteria)
Die freudenreichen Geheimnisse (auch freudenreicher Rosenkranz) betrachten die Menschwerdung Gottes und das verborgene Leben Jesu.
| deutsch                                                                   | lateinisch                        |
| ------------------------------------------------------------------------- | --------------------------------- |
| Jesus, den du, o Jungfrau, vom Heiligen Geist empfangen hast (Lk 1,35 EU) | quem Virgo concepisti             |
| Jesus, den du, o Jungfrau, zu Elisabeth getragen hast (Lk 1,39–56 EU)     | quem visitando Elisabeth portasti |
| Jesus, den du, o Jungfrau, zu Betlehem geboren hast (Lk 2,1–20 EU)        | quem Virgo genuisti.              |
| Jesus, den du, o Jungfrau, im Tempel aufgeopfert hast (Lk 2,22–24 EU)     | quem in templo praesentasti       |
| Jesus, den du, o Jungfrau, im Tempel wiedergefunden hast (Lk 2,41–52 EU)  | quem in templo invenisti          |

#### Schmerzhafte Geheimnisse(doloris mysteria)
Die schmerzhaften Geheimnisse (auch schmerzhafter oder schmerzreicher Rosenkranz) betrachten die Passion Jesu Christi.
| deutsch                                                          | lateinisch                         |
| ---------------------------------------------------------------- | ---------------------------------- |
| Jesus, der für uns Blut geschwitzt hat (Lk 22,44 EU)             | qui pro nobis sanguinem sudavit    |
| Jesus, der für uns gegeißelt worden ist (Joh 19,1 EU)            | qui pro nobis flagellatus est      |
| Jesus, der für uns mit Dornen gekrönt worden ist (Joh 19,2 EU)   | qui pro nobis spinis coronatus est |
| Jesus, der für uns das schwere Kreuz getragen hat (Joh 19,17 EU) | qui pro nobis crucem baiulavit     |
| Jesus, der für uns gekreuzigt worden ist (Joh 19,18 EU)          | qui pro nobis crucifixus est       |

#### Glorreiche Geheimnisse(gloriae mysteria)
Die glorreichen Geheimnisse (auch glorreicher Rosenkranz) betrachten die Auferstehung Christi.
| deutsch                                                                        | lateinisch                          |
| ------------------------------------------------------------------------------ | ----------------------------------- |
| Jesus, der von den Toten auferstanden ist (Lk 24,6 EU)                         | qui resurrexit a mortuis            |
| Jesus, der in den Himmel aufgefahren ist (Apg 1,9–11 EU)                       | qui in caelum ascendit              |
| Jesus, der uns den Heiligen Geist gesandt hat (Apg 2,1–13 EU)                  | qui Spiritum Sanctum misit          |
| Jesus, der dich, o Jungfrau, in den Himmel aufgenommen hat (1 Kor 15,22–23 EU) | qui te, Virgo, assumpsit.           |
| Jesus, der dich, o Jungfrau, im Himmel gekrönt hat (Offb 12,1 EU)              | qui te, Virgo, in caelis coronavit. |

#### Lichtreiche Geheimnisse(lucis mysteria)
Die lichtreichen Geheimnisse (auch lichtreicher Rosenkranz) betrachten einige besonders bedeutende Momente des öffentlichen Lebens und Wirkens Jesu, so seine Taufe im Jordan durch Johannes, das Wunder bei der Hochzeit zu Kana, die Verkündigung des Reiches Gottes, seine Verklärung auf dem Berg Tabor und die Einsetzung der Eucharistie beim letzten Abendmahl in Jerusalem.
| deutsch                                                                | lateinisch                                   |
| ---------------------------------------------------------------------- | -------------------------------------------- |
| Jesus, der von Johannes getauft worden ist (Lk 3,21–22 EU)             | qui apud Iordanem baptizatus est             |
| Jesus, der sich bei der Hochzeit in Kana offenbart hat (Joh 2,1–12 EU) | qui ipsum revelavit apud Canense matrimonium |
| Jesus, der uns das Reich Gottes verkündet hat (Mk 1,14 EU)             | qui regnum Dei annuntiavit                   |
| Jesus, der auf dem Berg verklärt worden ist (Lk 9,28–36 EU)            | qui transfiguratus est                       |
| Jesus, der uns die Eucharistie geschenkt hat (Mk 14,17–25 EU)          | qui eucharistiam instituit                   |

#### Eigene Formulierungen
Außerdem ist es möglich, eigene Rosenkranzgeheimnisse zu formulieren. Ein Beispiel dafür bietet das katholische Gebet- und Gesangbuch Gotteslob (Nr. 4, Abschnitt 8) mit den trostreichen Geheimnissen des trostreichen Rosenkranzes, die das kommende Gottesreich betrachten:
| deutsch                                                                | lateinisch                          |
| ---------------------------------------------------------------------- | ----------------------------------- |
| Jesus, der als König herrscht (Offb 19,6 EU)                           | qui rex regnat                      |
| Jesus, der in seiner Kirche lebt und wirkt (herrscht) (Eph 1,22–23 EU) | qui in ecclesia sua vivit et regnat |
| Jesus, der wiederkommen wird in Herrlichkeit (2 Petr 3,8–13 EU)        | qui iterum venturus est in gloria   |
| Jesus, der richten wird die Lebenden und die Toten (Röm 2,1–11 EU)     | qui iudicabit vivos et mortuos      |
| Jesus, der alles vollenden wird (1 Kor 15,35–58 EU)                    | qui omnia perficiet                 |
Seit jüngerer Zeit (2015) einige Verbreitung fand der „Friedens-Rosenkranz“ (Deutsches Liturgisches Institut):
- Jesus, bei dessen Geburt Engel den Frieden verkündeten (Lk 2,8–14 EU)
- Jesus, der unsere Schritte auf den Weg des Friedens lenkt (Lk 1,68–79 EU)
- Jesus, der selig gepriesen hat, die Frieden stiften (Mt 5,3–12a EU)
- Jesus, der seine Jünger gesandt hat, den Frieden zu bringen (Mt 10,7–13 EU)
- Jesus, der uns seinen Frieden hinterlassen hat (Joh 14,23–27 EU)[11]

#### Wochenschema
In der katholischen Kirche ist es üblich, die Geheimnisse des Rosenkranzes in wöchentlichem Rhythmus nach dem folgenden Schema zu beten:
| Sonntag                | Montag                    | Dienstag                 | Mittwoch               | Donnerstag              | Freitag                  | Samstag                   |
| ---------------------- | ------------------------- | ------------------------ | ---------------------- | ----------------------- | ------------------------ | ------------------------- |
| glorreiche Geheimnisse | freudenreiche Geheimnisse | schmerzhafte Geheimnisse | glorreiche Geheimnisse | lichtreiche Geheimnisse | schmerzhafte Geheimnisse | freudenreiche Geheimnisse |
Vor der Einführung der lichtreichen Geheimnisse wurden traditionell donnerstags die freudenreichen und samstags die glorreichen Geheimnisse betrachtet.

## Geschichte

### Spätantike
In das spirituelle Leben des spätantiken orientalischen Mönchtums, etwa im 3. oder 4. Jahrhundert, fand die Anwendung einer Gebetsschnur (Komboskini, griechisch κομποσκοίνι) Aufnahme in das Gebetsritual, um etwa kurze Bibelzitate meditativ zu wiederholen.

### Mittelalter

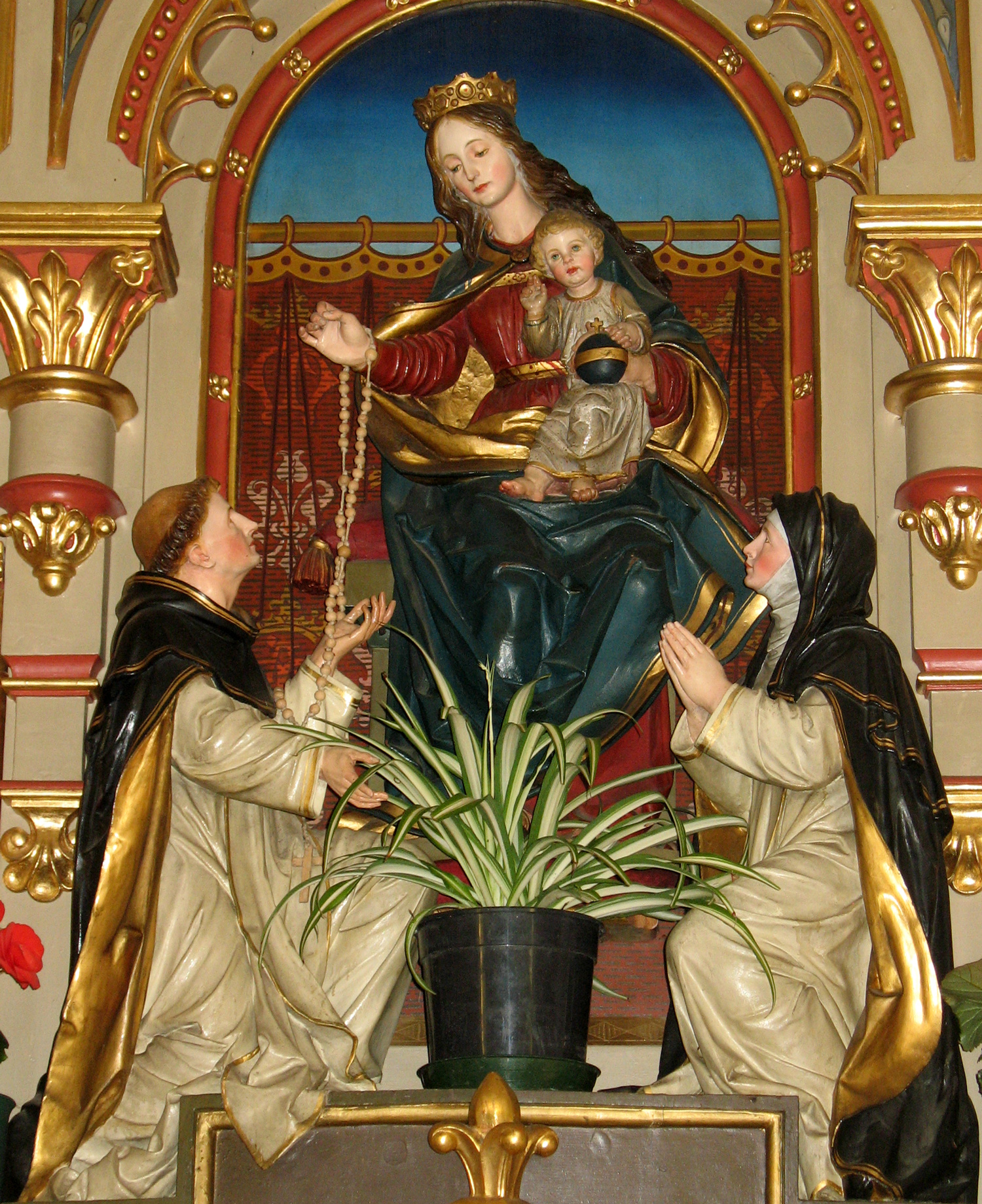
Der hl. Dominikus und die hl. Katharina von Siena mit Unserer lieben Frau vom Rosenkranz (Atzwanger Kirche)

Das katholische Rosenkranzgebet entwickelte sich aus frühmittelalterlichen Gebeten, bei denen zunächst das Vater unser (Paternosterschnur) und ab dem 11. Jahrhundert zunehmend das Ave Maria einhundertfünfzigmal in Zehnergruppen gegliedert wiederholt und mit Glaubensgeheimnissen und biblischen Texten über das Leben und Heilswerk Jesu Christi verbunden wurde. Die älteste schriftliche Erwähnung einer Schnur mit aufgezogenen Steinen als Zählkette für wiederholt gesprochene Gebete in der Lateinischen Kirche schreibt diese Gebetsschnur der angelsächsischen Adligen Lady Godiva († um 1085) zu:

“...circulum gemmarum, quem filo insuerat, ut singularum contactu singulas orationes incipiens numerum non praetermitteret, hunc ergo gemmarum circulum collo imaginis sanctae Mariae appendi jussit.”

Im 11. Jahrhundert schuf Petrus Damiani (um 1006–1072) die Form des Ave Maria, wobei der Engelsgruß aus dem Lukasevangelium im Wortlaut verwendet wurde:

“Ave Maria, gratia plena. Dominus tecum. Benedicta tu in mulieribus.”

Im 12. Jahrhundert kam der Brauch auf, dass in Klöstern die Konversen, die meist nicht lesen bzw. kein Latein konnten, statt der lateinischen Psalmen des Stundengebets andere Gebete verrichteten. Neben dem Vaterunser tritt auch das Ave Maria als Ersatzgebet für die Psalmen auf, letzteres insbesondere bei den Zisterziensern und Kartäusern. Für eine Reihe von 150 Ave Maria kam in Anlehnung an die 150 Psalmen der Bibel der Name Marienpsalter auf.
Das Alte Passional, eine mittelhochdeutsche Legendensammlung ohne Angabe des Verfassers, vergleicht das Ave Maria mit einer himmlischen Rose. Hierin gründet wohl die Bezeichnung Rosenkranz für die Zählkette und eine Ave-Maria-Gebetsreihe. Eine der Legenden handelt von einem Marienverehrer, der eine Marienstatue mit einem geflochtenen Kranz aus Rosen zu schmücken pflegte. In einer Erscheinung soll er eines Tages die Botschaft bekommen haben, dass sich Maria über einen anderen Rosenkranz mehr freue, nämlich über 50 gebetete Ave Maria. Diese würden in ihren Händen zu Rosen, aus denen sie den schönsten Kranz flechten könne.
Der Zisterzienserabt Stephan von Sallay († 1252) formulierte eine Vorform der fünfzehn Rosenkranzgeheimnisse. Durch den Kartäuser Heinrich von Kalkar (1328–1408) kam die Gewohnheit auf, fünfmal zehn Ave Maria zu beten und jeden Zehnerblock mit einem Vaterunser zu beginnen und mit der Doxologie zu beenden. Noch im späten Mittelalter gab es den Beruf des Paternostermachers, der aus Knochen und anderen Materialien Perlen für Rosenkränze fertigte. Rosenkränze aus dieser Zeit trugen oft statt eines Kreuzes eine farbige Quaste.

### Renaissance

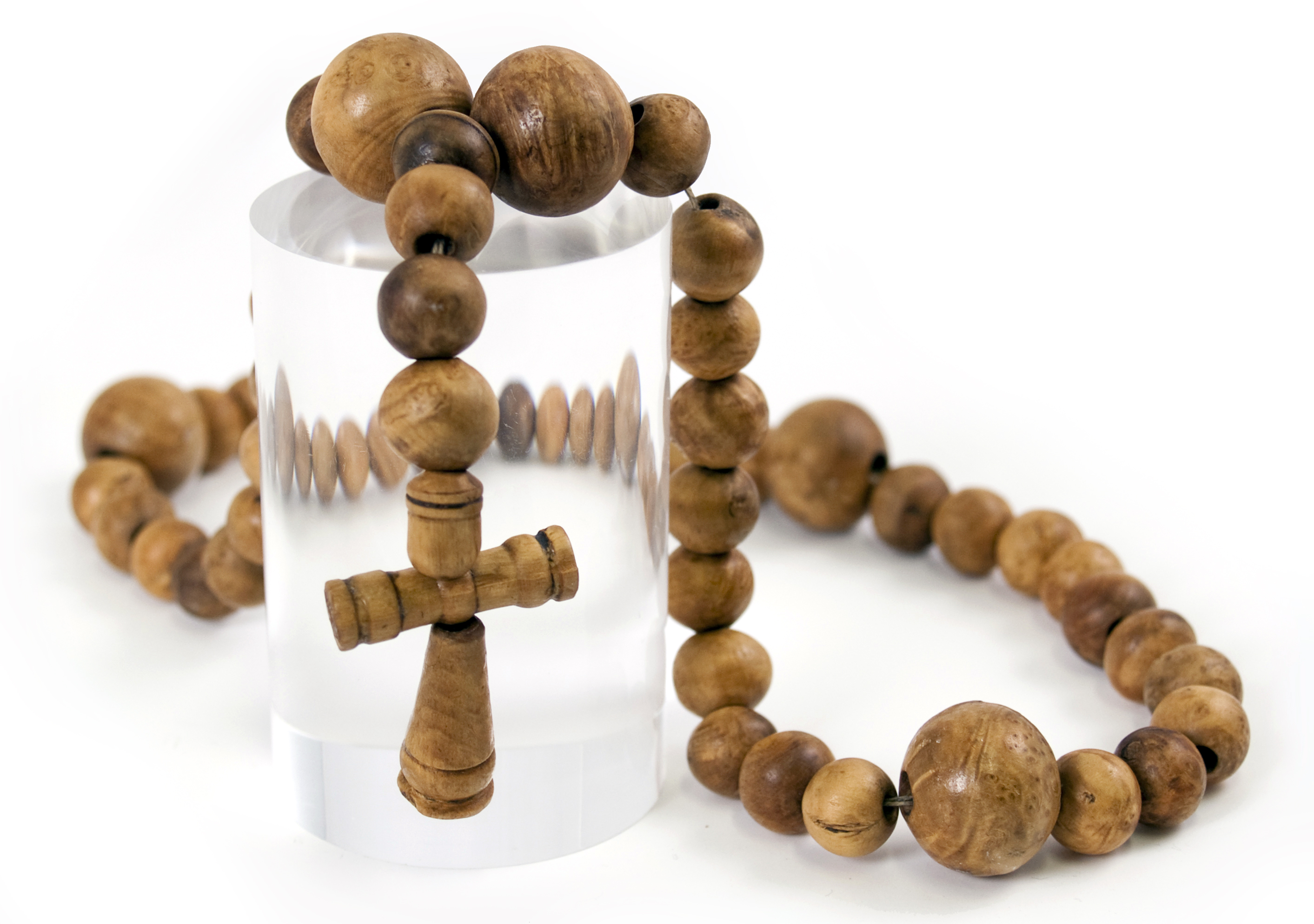
Hölzerner Rosenkranz, gefunden auf der Mary Rose (England, 16. Jh.)

Die heute gebräuchliche Form des Rosenkranzes entstand im Advent 1409. Der Trierer Kartäuser Dominikus von Preußen († 1460) fasste die Ereignisse des Lebens Jesu in fünfzig Schlusssätzen (Clausulae) zusammen, die sich an den (damals allein üblichen) ersten Teil des Ave Maria anschlossen. Adolf von Essen, ebenfalls aus dieser Kartause, verkürzte die Clausulae auf fünfzehn. Weit verbreitet ist die von Alanus de Rupe um 1468 zuerst verbreitete Legende, dass der heilige Dominikus, Gründer des Dominikanerordens, die heutige Form des Rosenkranzes 1208 bei einer Marienerscheinung empfangen und sie in seinem Orden eingeführt haben soll. Die Legende erzählt, dass Maria den Rosenkranz dem hl. Dominikus als Waffe im Kampf gegen die Albigenser geschenkt habe.
In seiner Bulle Ea quae vom 9. Mai 1479 empfahl Papst Sixtus IV. das tägliche Beten des Rosenkranzes. 1508 wurde dem Ave Maria die Bitte „Heilige Maria, Mutter Gottes, bitte für uns Sünder“ hinzugefügt. In seinem Breve Consueverunt vom 17. September 1569 legte Papst Pius V. den Text des Ave Marias endgültig fest und regelte die Form des Rosenkranzgebets für die ganze Kirche.

### 19. Jahrhundert (Papst Leo XIII.)

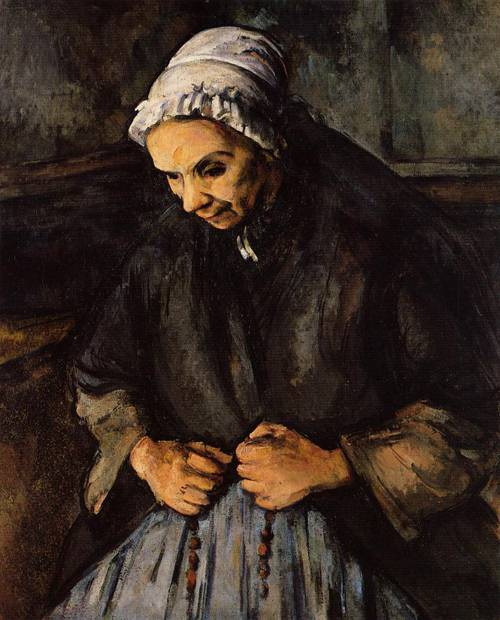
Paul Cézanne: Alte Frau mit Rosenkranz, 1895/96

Leo XIII. war ein großer Verehrer des Rosenkranzgebetes, dem er zahlreiche Enzykliken und apostolische Schreiben widmete:
- Enzyklika Supremi apostolatus officio: Der Rosenkranz in Geschichte und Gegenwart (1. September 1883)
- Apostolisches Schreiben Salutaris ille: Es wird die Bitte Regina sacratissimi Rosarii – ora pro nobis („Du Königin des Heiligen Rosenkranzes, bitte für uns“) in die Lauretanische Litanei eingefügt. (24. Dezember 1883)
- Enzyklika Superiore anno: Formalien bezüglich des Rosenkranzgebetes (30. August 1884)
- Enzyklika Octobri mense: Rosenkranzmonat (22. September 1891)
- Enzyklika Magnae Dei matris: Der Rosenkranz und das christliche Leben (8. September 1892)
- Enzyklika Laetitiae sanctae: Der Rosenkranz und die rechte Ordnung der menschlichen Sozialgemeinschaft (8. September 1893)
- Enzyklika Iucunda semper expectatione: Der Rosenkranz als Betrachtung und als Gebet (8. September 1894)
- Enzyklika Fidentem piumque animum: Das Gebet zur Vermittlerin der Gnaden (20. September 1896)
- Enzyklika Vi è ben noto: Über den Rosenkranz und das öffentliche Leben (nur für Italien 20. September 1887)
- Enzyklika Augustissimae virginis mariae: Die Rosenkranzbruderschaft und die Engel des Himmels (12. September 1897)
- Enzyklika Diuturni temporis Der Rosenkranz (5. September 1898)
- Apostolisches Schreiben Parta humano generi: Zur Weihung der Rosenkranzbasilika in Lourdes und der Rosenkranz als Schutz gegen Häresien (8. September 1901)

### 20. und 21. Jahrhundert
Nach Leo XIII. erschienen noch folgende päpstliche Schriften zum Rosenkranz:
- Papst Pius XI.: Enzyklika Ingravescentibus malis: Das Gebet des Rosenkranzes als Zuflucht der Kirche (29. September 1937)
- Papst Pius XII.: Enzyklika Ingruentium malorum: Das Rosenkranzgebet in der Not der Zeit (15. September 1951)
- Papst Johannes XXIII.: Enzyklika Grata recordatio: Der Rosenkranzmonat Oktober als Vorbereitung auf das Zweite Vatikanische Konzil (26. September 1959)
- Papst Johannes XXIII: Apostolisches Schreiben Il religioso convegno auch als „Marialis Rosarii“ bekannt: Der Rosenkranz als Gebet für den Frieden (29. September 1961)
- Papst Paul VI.: Enzyklika Christi matri rosarii: Aufruf zum Rosenkranz als Friedensgebet (15. September 1966)
- Papst Paul VI.: Apostolisches Schreiben Recurrens mensis october: Der Oktober als Rosenkranzmonat (7. Oktober 1969)
- Papst Paul VI.: Apostolisches Schreiben Marialis cultus (Nr. 42–55): Hinweis auf den biblischen Charakter der Gebetsworte und Betrachtungsmotive (2. Februar 1974)
- Papst Johannes Paul II.: Apostolisches Schreiben Rosarium Virginis Mariae: Einführung der „lichtreichen Geheimnisse“ und Ausrufung des Jahres vom Oktober 2002 bis Oktober 2003 zum „Jahr des Rosenkranzes“ (16. Oktober 2002).

## Rosenkranzfest und Rosenkranzmonat
Am 7. Oktober 1571 besiegte die katholische Seestreitmacht unter Juan de Austria die türkische Mittelmeerflotte in der Seeschlacht von Lepanto vernichtend. Der Sieg wurde dem „Gebetssturm“ zugerechnet, bei dem in ganz Europa im Vorfeld der Seeschlacht das Rosenkranzgebet gebetet wurde. In der Folge stiftete Papst Gregor XIII. 1573 das Rosenkranzfest als Gedenktag Unserer Lieben Frau vom Sieg und fügte es in den liturgischen Kalender ein. Nach dem Sieg über die Türken bei Peterwardein am 5. August 1716 erhob Papst Klemens XI. das Fest zu einem Fest der ganzen Kirche, das am ersten Sonntag im Oktober gefeiert wurde. Papst Pius X. führte diesen Gedenktag mit dem Gedenktag der allerseligsten Jungfrau Maria vom Rosenkranz (Beatae Mariae Virginis a Rosario) zusammen und legte ihn auf den 7. Oktober fest. Das Fest wird seit 1960 als Fest unserer Lieben Frau vom Rosenkranz begangen.
1884 führte Papst Leo XIII. den Oktober als Rosenkranzmonat ein. Papst Johannes XXIII. empfahl 1959 den Rosenkranzmonat Oktober als Vorbereitung auf das Zweite Vatikanische Konzil. Papst Paul VI. widmete 1969 dem Oktober als Rosenkranzmonat das apostolische Schreiben Recurrens mensis october.

## Andere Formen des Rosenkranzes
Neben der gebräuchlichen Form des Rosenkranzes gibt es in der katholischen Kirche noch verschiedene andere Rosenkranzformen, die sich in der Anzahl der Perlen und der Anordnung der Gebete unterscheiden. Auch in der evangelisch-lutherischen Kirche gibt es Ansätze, den Rosenkranz zum Gebet zu verwenden.

### Barmherzigkeitsrosenkranz
Der Barmherzigkeitsrosenkranz enthält ebenfalls fünf Gesätze; es wird jedoch nur ein Ave Maria am Beginn gesprochen. Die Clausulae beziehen sich auf die göttliche Barmherzigkeit in Jesus Christus und der Eucharistie. Der Barmherzigkeitsrosenkranz geht auf Visionen der polnischen Ordensschwester Faustyna Kowalska (1905–1938) zurück.

### Rosenkranz Unserer Lieben Frau von den Tränen
Der Rosenkranz Unserer Lieben Frau von den Tränen besteht aus 49 kleinen Perlen, er wird jeweils durch sieben größere Perlen für die sieben Gesätze unterteilt. Zusätzlich sind an einer kleinen Kettenverlängerung drei kleine Perlen und die Medaille Unserer Lieben Frau von den Tränen angebracht. In der Gebetsfolge wird kein Glaubensbekenntnis, kein Vater Unser und auch nicht das Ave Maria gebetet, sie werden durch andere  Gebete ersetzt.

### Kleiner Rosenkranz zum Jesuskind
Der kleine Rosenkranz zum Jesuskind besteht aus 15 Perlen, aufgeteilt in eine Dreier- und eine Zwölfergruppe. Jesus selbst soll 1636 der Unbeschuhten Karmelitin Margarita Parigot vom Heiligsten Sakrament diesen „kleinen Rosenkranz“ offenbart haben mit der Aufforderung, ihn unter den Gläubigen bekannt zu machen.

### Der Christus-Rosenkranz
Der Christus-Rosenkranz entstand in den 1960er-Jahren durch das Bemühen der Mitglieder der Evangelischen Michaelsbruderschaft, Rudolf Ehrat, Herben Golzen und Walter Stökl, ein eng an das katholische Rosenkranzgebet angelehntes Gebet zu schaffen, das im Gegensatz zum traditionellen Rosenkranzgebet das Ave Maria nicht enthält und somit auch von evangelischen Christen gebetet und ökumenisch verwendet werden kann. Stattdessen wird dabei das aus der Kreuzwegandacht stammende Gebet „Wir beten dich an, Herr Jesus Christus und preisen dich, denn durch dein heiliges Kreuz hast du die Welt erlöst“ wiederholt gebetet.

### Der Wundenrosenkranz
Der Wundenrosenkranz geht zurück auf Visionen der Laienschwester Marie-Marthe Chambon (1841–1907). Sie soll die Gebete der Anrufung und Aufopferung der fünf Wunden Christi von Jesus Christus selbst empfangen haben. Durch das Gebet des Wundenrosenkranz sollen Sünder die Bekehrung erlangen.

## Verwandte Gebetsformen
Auch in anderen christlichen Konfessionen und nicht-christlichen Religionen gibt es Gebete, die an Zählketten verrichtet werden. Dabei wird gelegentlich die Bezeichnung Rosenkranz auch unabhängig vom Ursprung des Begriffs in der Marienverehrung verwendet. In der orthodoxen Kirche hat der Rosenkranz als Zählkette für das Jesusgebet eine lange Tradition. Die Anglican Prayer Beads kombinieren Elemente des katholischen und orthodoxen Rosenkranzes.
Auch im Islam, im Buddhismus, im Hinduismus und anderen nicht-christlichen Religionen gibt es Gebetsketten, mit denen meditative Gebete verrichtet werden. Im Islam ist das der Tasbih, im Buddhismus und Hinduismus die Mala.

### Die orthodoxe Gebetsschnur

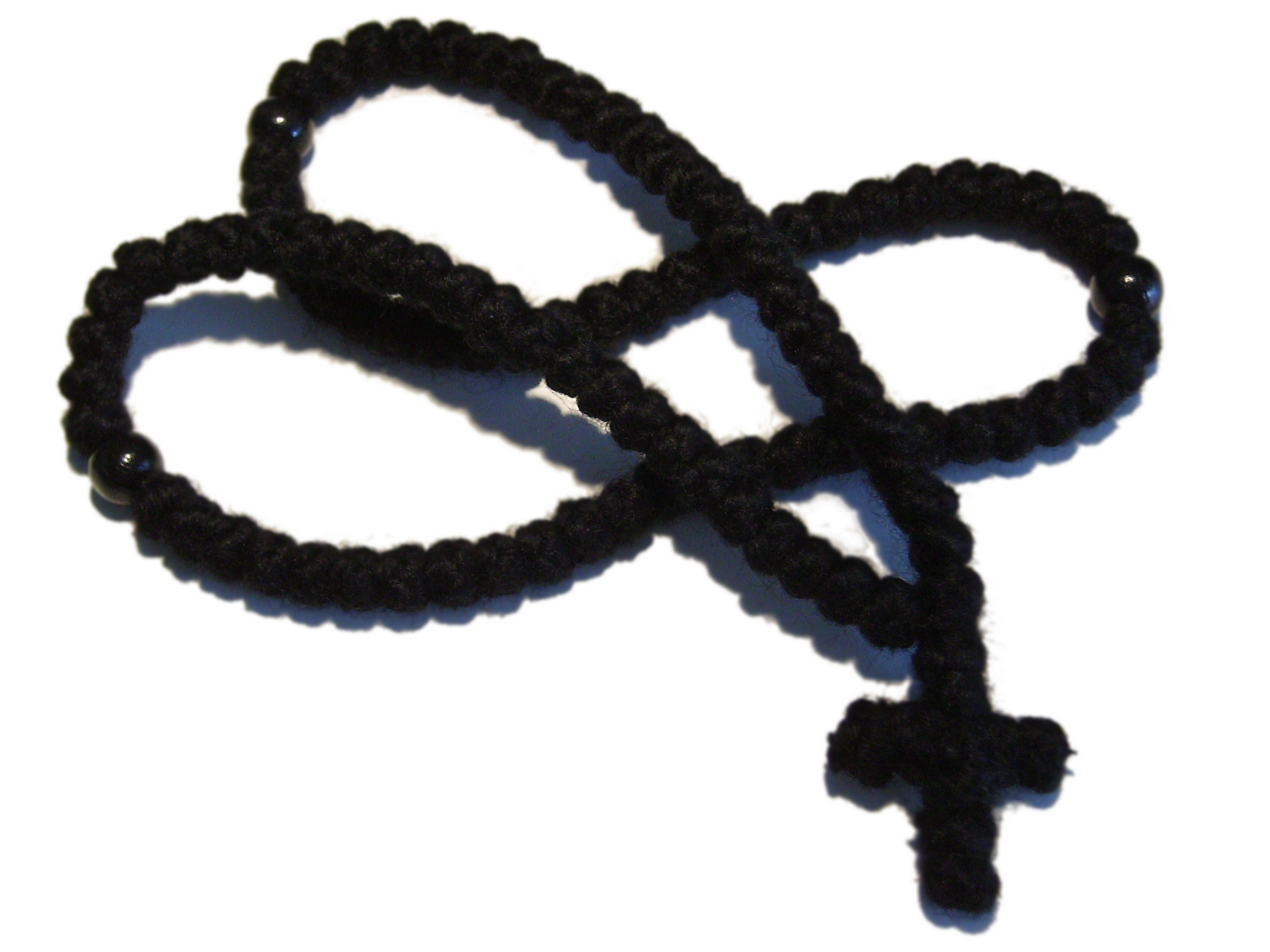
Komboskini

Die Gebetsschnur, serbisch und mazedonisch brojanica (бројаница), russisch Tschotki und griechisch Komboskini genannt, besteht in ihrer ursprünglichen Form nicht aus Perlen, sondern aus einer Schnur, in die Knoten geknüpft werden, an der das Jesusgebet verrichtet wird. Die geschlossene Schnur steht als Zeichen für das nie endende Gebet („Betet ohne Unterlass“). Sie wird in der orthodoxen Tradition beim Jesusgebet verwendet, weniger, um die Gebete zu zählen, sondern als Hilfe zur Konzentration und für einen gleichmäßigen Rhythmus. In der orthodoxen Kirche erhalten Mönche und Nonnen die Gebetsschnur zur Profess. In Serbien ist es üblich, dass eine brojanica mit 33 Knoten, welche für die Lebensjahre Christi stehen, um das linke Handgelenk getragen wird.
Nach russischem Brauch können Gebetszeiten des Stundengebets oder der Besuch der Liturgie durch die Rezitation einer bestimmten Anzahl von Jesusgebeten ersetzt werden. Auf diese Weise kann das Stundengebet auch gehalten werden, wenn die entsprechenden Bücher nicht zur Hand sind. Die Gebetsschnur hilft in solchen Fällen, die Gebete zu zählen.

### Die (alt-)orthodoxe Lestowka

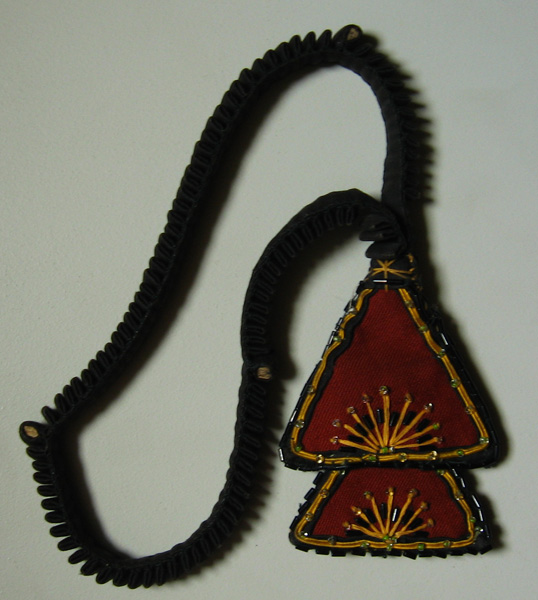
Eine russische Lestowka

Vor allem bei den sog. Altorthodoxen ist die Lestowka, eine Art Rosenkranz aus Leder oder sonstigem Material, in Gebrauch. Diese Gebetshilfe ist an den beiden Enden meist verbreitert, womit eine besondere Symbolik zum Ausdruck gebracht werden soll.

### Der anglikanische Rosenkranz

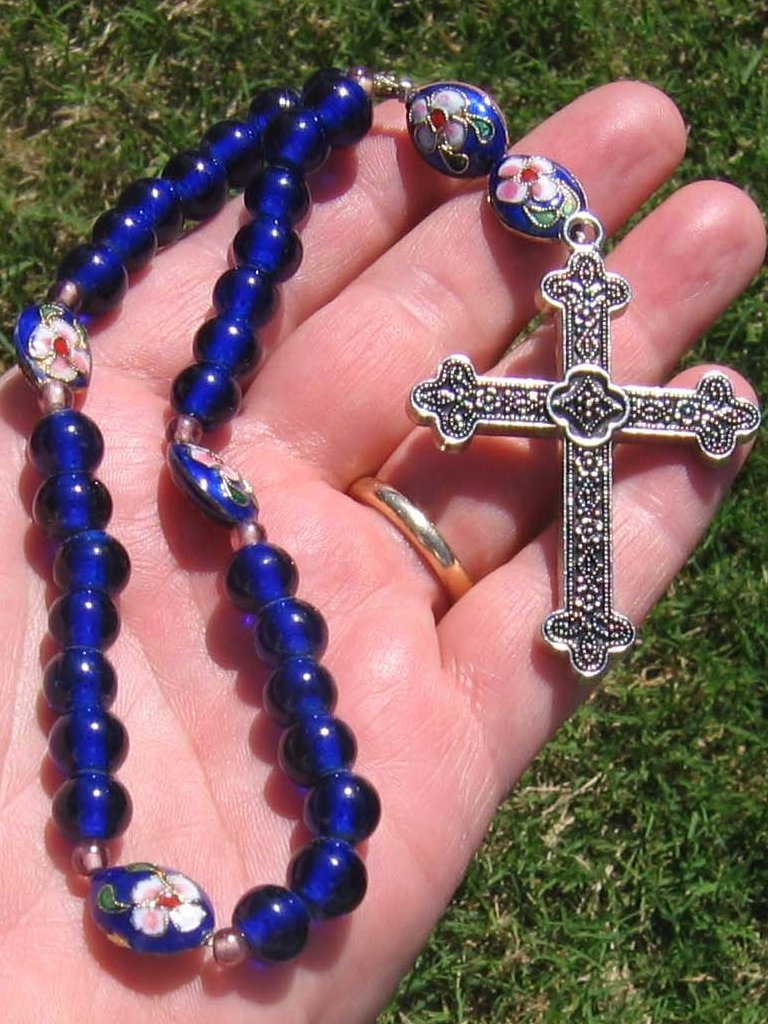
Anglican prayer beads

Der anglikanische Rosenkranz (Anglican prayer beads) ist eine verhältnismäßig neue Gebetsform, die Elemente des katholischen und orthodoxen Rosenkranzes enthält. Lynn Bauman entwickelte in den 1980er-Jahren die Form des anglikanischen Rosenkranzes, der aus einem Kreuz und 33 Perlen besteht. Für das anglikanische Rosenkranzgebet gibt es keine feststehende Form. Jeder Beter kann sich die Gebete, die er an den einzelnen Perlen spricht, selbst zusammenstellen. Bekannt ist beispielsweise eine Gebetsfolge, die das Trisagion und das Jesusgebet einbezieht.

### Perlen des Glaubens

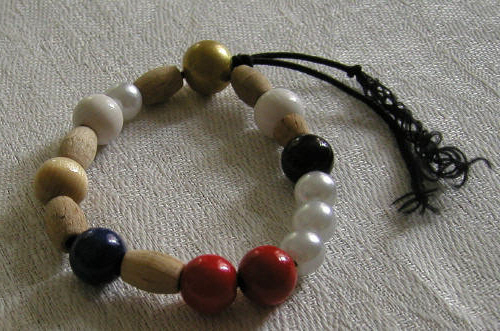
Perlen des Glaubens

Entwickelt wurden die „Perlen des Glaubens“ 1996 von Martin Lönnebo, einem Bischof der Evangelisch-Lutherischen Kirche in Schweden. Bei der aus 18 Perlen bestehenden Kette hat jede Perle eine Bedeutung, steht für eine Lebensfrage, einen Gedanken oder ein Gebet. Feste Gebetsformulierungen gibt es nicht. Bei jeder Perle wird zum entsprechenden Thema eine Meditation gehalten oder ein Gebet gesprochen. Anfang und Ende der Kette ist eine große goldene Perle, die Gottesperle. Darauf folgt eine Perle des Schweigens, eine Ich-Perle, eine Taufperle, eine weitere Perle des Schweigens, eine Wüstenperle, wiederum eine Perle des Schweigens, eine Perle der Gelassenheit, eine weitere Perle des Schweigens, zwei Perlen der Liebe, drei Geheimnisperlen, eine Perle der Nacht, eine weitere Perle des Schweigens, eine Perle der Auferstehung und eine weitere Perle des Schweigens.

## Gesundheitliche Aspekte
Das British Medical Journal berichtete im Jahr 2001 von einer Studie der Universität Pavia, bei der herausgefunden wurde, dass Rosenkranzgebete und Mantras, bei denen sechs Mal pro Minute geatmet wird, positive psychologische und möglicherweise physiologische Effekte hervorrufen.
Unter psychologischen Gesichtspunkten ist das Rosenkranzgebet als repetitives Meditationstraining einzuordnen, obwohl dieser Begriff erst in jüngster Zeit entstanden ist. Die von dem Musikpädagogen Hermann Rauhe und dem Präventivmediziner Gerd Schnack entwickelte Entspannungsmethode des repetitiven Meditationstrainings ist quasi die säkularisierte Form sowohl des Rosenkranzgebets als auch des Jesusgebets, weil sie auf demselben Prinzip beruht, nämlich der rhythmischen Wiederholung einer Formel, die sich nach und nach an der Atmung orientiert und bei regelmäßiger Übung sehr positiv auf das vegetative Nervensystem und hier auf den Parasympathicus wirkt.

## Rosenkränze in Kunst und Musik

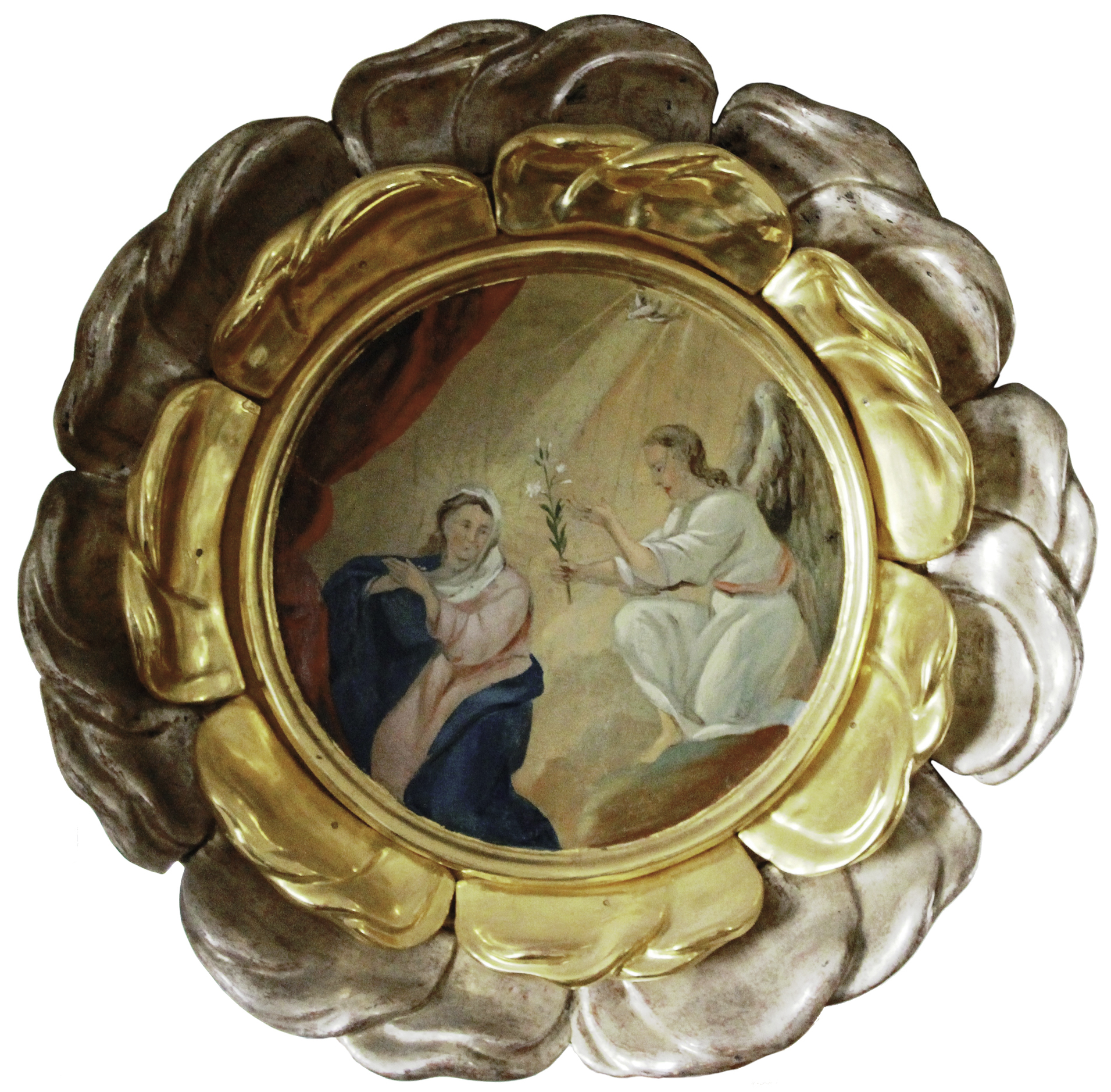
Annunciation, Faistenau

Kunst- und kulturgeschichtlich bedeutende Sammlungen von Rosenkränzen finden sich in mehreren Museen:
- Diözesanmuseum Freising
- Niederrheinisches Museum Kevelaer
- Kolumba in Köln
- Bayerisches Nationalmuseum in München
- Münchner Stadtmuseum
- Dommuseum Salzburg

### Malerei
Darstellungen der Rosenkranzgeheimnisse gibt es als Rosenkranzaltar in einigen Kirchen, wie etwa in St. Sulpitius in Frastanz. Der Hochaltar stellt die Geheimnisse des schmerzhaften Rosenkranzes dar, der linke Seitenaltar die des freudenreichen und der rechte Seitenaltar die des glorreichen. In der Pfarrkirche Faistenau befinden sich 15 Rundbilder mit Rahmen in Blütenform (als Ringgirlanden) und verbunden mit geschnitzten Schleifen. In ihnen sind die 15 Geheimnisse der drei Rosenkränze mit ihren jeweils fünf Gesätzen dargestellt. Die Darstellungen wurden 1721 von Paul Mödlhammer aus Neumarkt am Wallersee angefertigt.

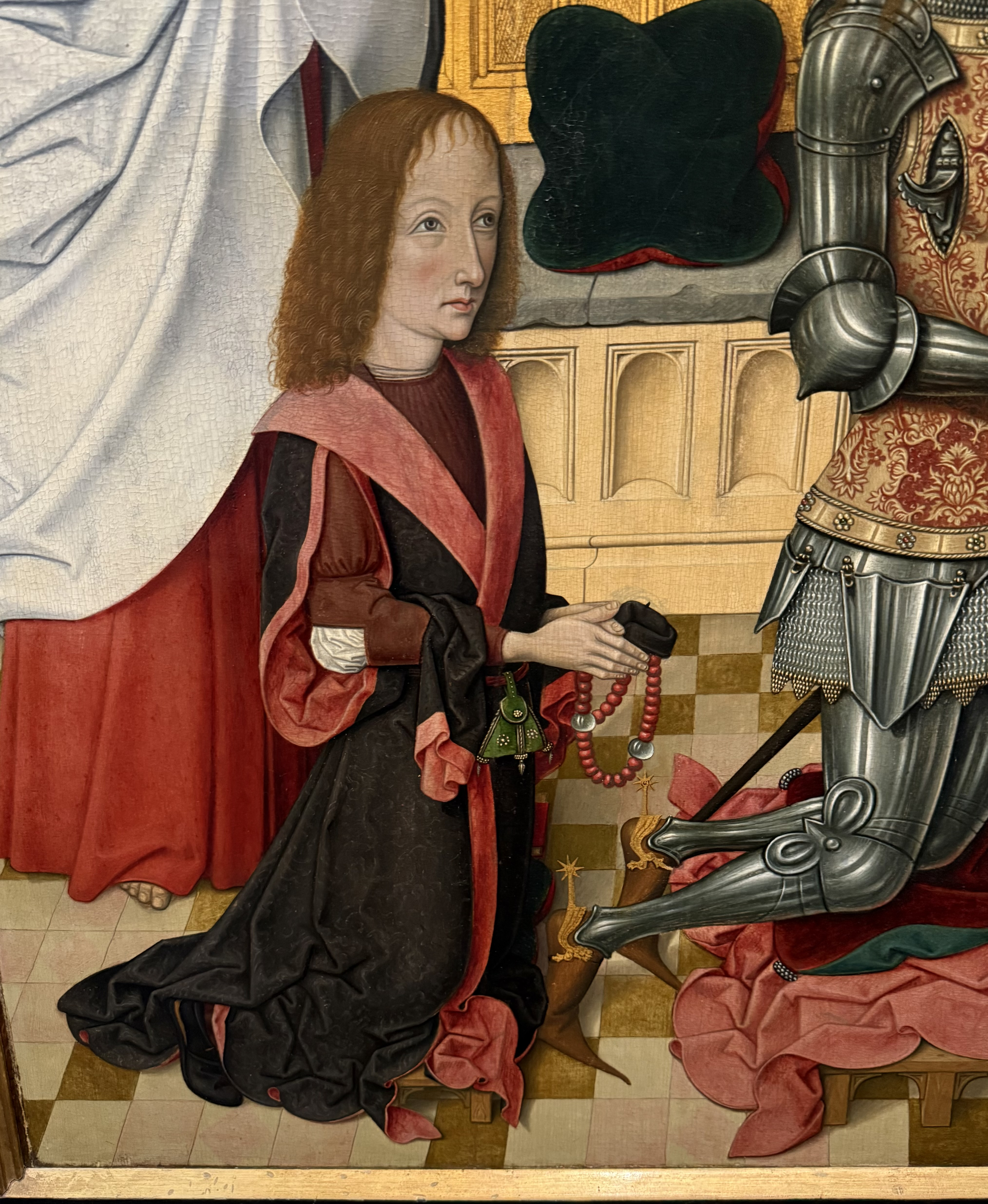
Ein Stifter mit Rosenkranz auf einem Triptychon von 1550, Köln, Wallraf-Richartz-Museum

Daneben gibt es vor allem die Darstellung der Rosenkranzmadonna, die besonders in Spanien und Italien verbreitet ist, wo es in vielen Kirchen eigene Kapellen Unserer Lieben Frau vom Rosenkranz gibt. Bekannte Darstellungen von Rosenkranzmadonnen schufen u. a. Lorenzo Lotto, Bartolomé Esteban Murillo, Guido Reni, Luca Giordano und Michelangelo Merisi da Caravaggio.
Das Rosenkranzgebet ist in Verbindung mit dem Kirchengebäude St. Konrad Gelsenkirchen-Middelich bildlich in fünfzehn Einzelkunstwerken erstmals im Stil der Moderne von Willi Dirx dargestellt. In jeweils fünf Buntglasfenstern wird auf der linken Seite der Kirche das erste Geheimnis, der Freudenreiche Rosenkranz, auf der rechten Seite das dritte Geheimnis, der Glorreiche Rosenkranz dargestellt. Sie sind Teile des Gesamtkunstwerkes. Das Auferstehungskreuz zusammen mit vier Bildtafeln 1,00 m × 1,00 m groß an der Altarwand bebildern das zweite Geheimnis, den Schmerzhaften Rosenkranz.

### Stationswege (Rosenkranzwege)
Stationswege (auch: Stationenwege) für die Rosenkranzgeheimnisse gibt es beispielsweise in Maria Plain bei Salzburg (Barockzeit, fünfzehn Stationen) – in Maria Plain befindet sich auch ein weiterer Kalvarienberg der Barockzeit mit fünf Stationen der schmerzhaften Geheimnisse. Ein Rosenkranzpark mit 16 Stationen befindet sich im niederösterreichischen Katzelsdorf. Der Weinhauser Rosenkranzweg beginnt hinter der Pfarrkirche Weinhaus im 18. Wiener Gemeindebezirk. Auch zwischen Waldsassen und dem Kappl gibt es einen Stationenweg mit 15 barocken Stelen.

### Schmuck

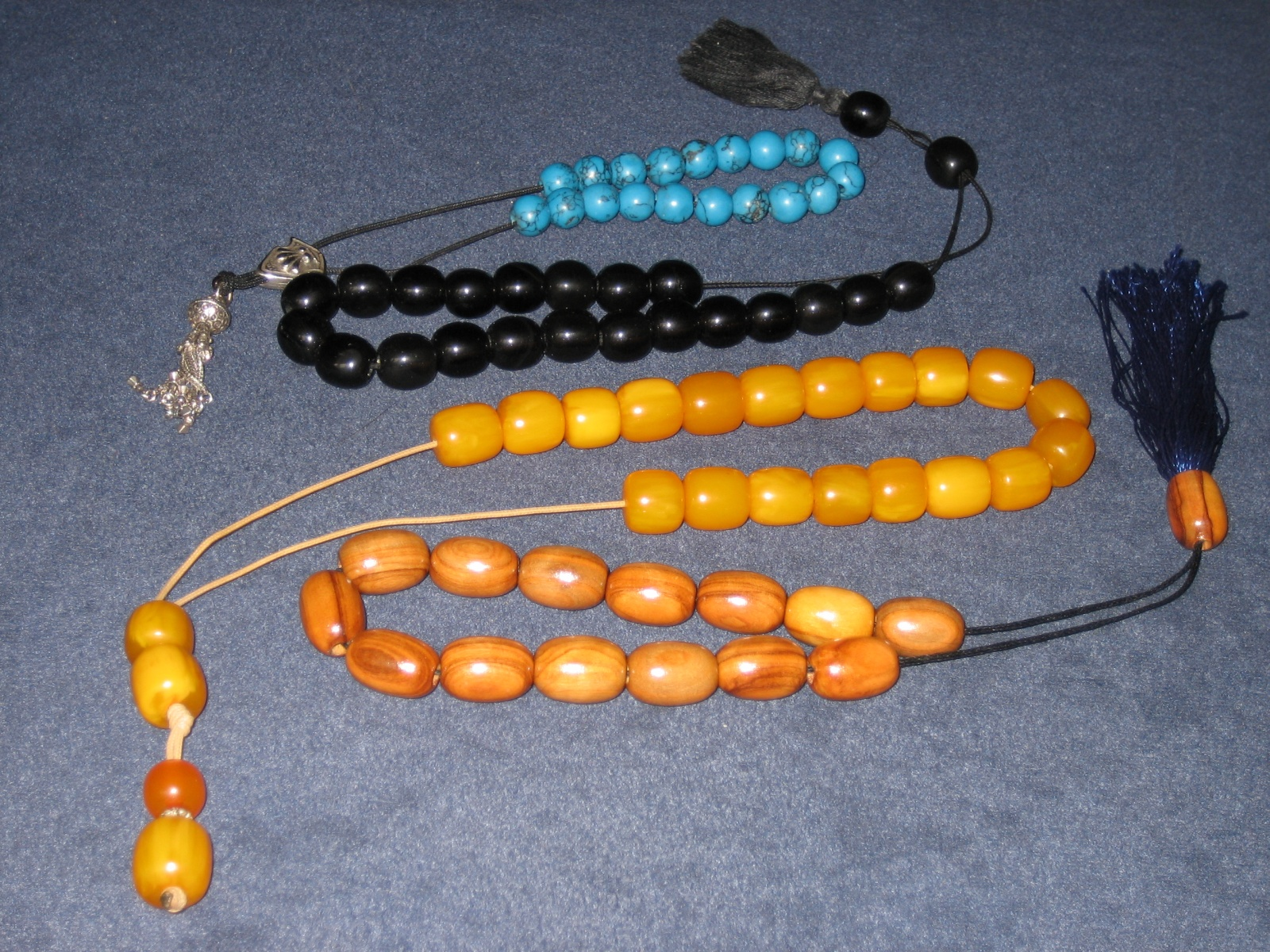
Das Komboloi gehört in vielen orientalisch geprägten Ländern zum männlichen Accessoire und Spielzeug.

Rosenkränze wurden bereits im Mittelalter als Schmuck getragen. Im Barock erfreute sich dies ebenfalls großer Beliebtheit, wird aber heute von Katholiken eher als anstößig empfunden.
In vielen orientalisch geprägten Ländern gehören die ursprünglich religiösen Ketten zum männlichen Accessoire und Spielzeug. Dazu gehören zum Beispiel die griechischen Kombologia, die auch Sorgenperlen genannt werden. Sie gleichen dem islamischen Tasbih, der ebenfalls vor allem bei männlichen Jugendlichen zum Modeschmuck geworden ist.

### Musik
Der Barockgeiger und Komponist Heinrich Ignaz Franz Biber (1644–1704) komponierte einen Zyklus von 15 Violin-Sonaten (mit basso continuo) und einer Passacaglia über den Rosenkranz: die sogenannten Rosenkranz-Sonaten. Es handelt sich um eines der schwierigsten Werke für Solovioline, weil diese für jede Sonate in eine andere Stimmung gebracht werden muss (sogenannte Skordatur). Sie entstanden möglicherweise im Zusammenhang mit der Salzburger Rosenkranzbruderschaft.

## Rosenkränze als Geschenk
Als Zeichen besonderen Wohlwollens haben manche Päpste an bedeutende Herrscherpersönlichkeiten goldene Rosenkränze verschenkt. Die Weihe dieser Rosarien pflegten sie gewöhnlich am Sonntag Laetare vorzunehmen. Ein besonders schönes Exemplar ließ Papst Sixtus V. 1588 Erzherzog Ferdinand II. in Innsbruck zukommen.
Papst Franziskus ließ 2014 auf dem Petersplatz Schachteln verteilen, die wie Arzneimittelverpackungen aufgemacht waren. Auf der Schachtel mit dem Produktnamen „Misericordina“ war ein menschliches Herz zu sehen, das von einem Dornenkranz umgeben ist. Im Inneren befand sich unter anderem ein Rosenkranz. Seit diesem Ereignis wird dieser Rosenkranz tausendfach in den verschiedensten Ländern verkauft. In Deutschland wird er unter dem Namen „Rosenkranz forte“ vertrieben.

## Dokumentarfilm
- Jetzt und in der Stunde des Todes (Dokumentarfilm, Polen 2017, polnischer Titel: Teraz i w godzinę śmierci, spanisch: Ahora y en la hora de la muerte. Historias del rosario, Regie: Mariusz Pilis und Dariusz Walusiak, 95 min, ISBN 978-83-7569-996-8).